# كينيا بيل
كينيا بيل (بالإنجليزية: Kenya Bell)‏ هي مغنية أمريكية، ولدت في 2 أبريل 1977 في ديترويت في الولايات المتحدة.